# Кевин Маклауд
Кевин Маклауд (енгл. Kevin MacLeod; Грин Беј, 28. септембар 1972) амерички је композитор и музичар.
Компоновао је преко две хиљаде дела лајбрери музике без накнаде (за које се не плаћају ауторска права) и објавио их под лиценцом Кријејтив комонс. Тако је омогућио свакоме да их бесплатно користи, све док он добива приписивање (заслугу/атрибуцију), што је довело до тога да се његова музика користи у хиљадама филмова.
Његову музику су у комерцијалним видео-играма и видео-записима користили творци онлајн-садржаја као што су CollegeHumor, The BlueMilk Podcast, Fact Fiend, Caddicarus, Hydraulic Press Channel, Niilo22 и Good Mythical Morning.